# Antonio Locaso
Antonio Locaso detto il Crapariello (‘u Craparidd) (Abriola, 1841 – Castellaneta, 17 gennaio 1863) è stato un brigante italiano uno dei più importanti sul territorio castellanetano.

## Biografia
Della sua giovinezza si sa solo che è originario della Basilicata. Il soprannome deriva dal fatto che faceva il capraio ed era basso di statura. Il 15 gennaio 1863, ad appena 22 anni, fu catturato nelle campagne di Castellaneta dalla cavalleria della Guardia Nazionale, che nello stesso paese contava ben 2 compagnie comandate da Mauro Perrone. Al momento della cattura era in compagnia di un altro componente della sua banda, un certo Marino Todisco, con il quale era dedito alla rapina ed al saccheggio del territorio.
La cattura fu effettuata grazie alla collaborazione di un suo amico che, da informatore delle forze dell'ordine, gli regalò una bottiglia di vino drogato che bevve insieme al Todisco. Mentre i due riposavano, per effetto delle droghe contenute nel vino, giunse la cavalleria. Todisco riuscì a scappare (forse perché aveva bevuto meno), mentre lui cadde da cavallo e si nascose nella macchia. Locaso fu individuato a causa del latrare di un cagnolino che si trovava nei pressi del cespuglio.
Antonio Locaso fu catturato, condotto in città e custodito nel Seminario. Il 17 gennaio, alla presenza del popolo, fu fucilato presso il monumento del Calvario, ed il suo corpo esposto per due giorni in piazza Vittorio Emanuele.